# Mugil incilis
La lisa rayada, liseta o zoquito (Mugil incilis) es un pez  de la familia de los mugílidos.

## Morfología
Puede alcanzar hasta 40 cm de longitud total.

## Distribución geográfica
Se encuentra cerca de las costas del Atlántico occidental, desde el mar Caribe hasta el sudeste del Brasil.

## Hábitat
Vive en aguas salobres y en el mar, a unos 10 m de profundidad.

## Reproducción
Durante la época reproducción se reúne, en pequeños grupos, en la desembocadura de los ríos y arroyos costeros. Ovíparo, los huevos son pelágicos y no adhesivos. Al nacer, se mueven hacia los pantanos y los ríos costeros a largas distancias, en busca de comida y para protegerse contra los depredadores.